# Kap Garrod
Kap Garrod ist ein 485 m hohes Kap am südwestlichen Ausläufer der Smyley-Insel vor der English-Küste des westantarktischen Ellsworthlands. Es ragt in das Carroll Inlet hinein.
Das UK Antarctic Place-Names Committee benannte es nach Simon Garrod, Einsatzleiter des British Antarctic Survey unter anderem am Thwaites-Gletscher und auf dem Stange-Schelfeis.